# Puchar Europy w Chodzie Sportowym 2011
9. Puchar Europy w Chodzie Sportowym – zawody lekkoatletyczne w chodzie sportowym, które odbyły się 21 maja 2011 w portugalskiej miejscowości Olhão da Restauração.
Organizatora imprezy Rada European Athletics wybrała w listopadzie 2009 – propozycja portugalska uzyskała wówczas więcej głosów od kandydatury hiszpańskiego miasta Santa Eulària des Riu. Portugalia pierwszy raz w historii gościła uczestników imprezy tej rangi.
Trasa została poprowadzona bulwarem przy miejscowej marinie u wybrzeży Oceanu Atlantyckiego. Zawody zostały zdominowane przez reprezentantów Rosji, którzy wygrali osiem z dziesięciu konkurencji.

## Rezultaty

### Mężczyźni
| Konkurencja:                       | 1. miejsce                                                            | Rezultat | 2. miejsce                                                        | Rezultat | 3. miejsce                                                     | Rezultat |
| Chód na 10 km juniorów             | Ihor Laszczenko                                                       | 41:26    | Hagen Pohle                                                       | 41:36    | Diemientij Czepariew                                           | 41:57    |
| Chód na 10 km juniorów (Drużynowo) | Ukraina · Ihor Laszczenko · Ołeksandr Werbycki                        | 5 pkt.   | Rosja · Diemientij Czepariew · Pawieł Parszyn                     | 8 pkt.   | Niemcy · Hagen Pohle · Marcel Lehmberg                         | 12 pkt.  |
| Chód na 20 km                      | Matej Tóth                                                            | 1:23:53  | Jakub Jelonek                                                     | 1:23:59  | Benjamín Sánchez                                               | 1:24:12  |
| Chód na 20 km (Drużynowo)          | Hiszpania · Benjamín Sánchez · Miguel Ángel López · Francisco Arcilla | 26 pkt.  | Włochy · Giorgio Rubino · Matteo Giupponi · Federico Tontodonati  | 27 pkt.  | Francja · Antonin Boyez · Kevin Campion · Emmanuel Boulay      | 37 pkt.  |
| Chód na 50 km                      | Dienis Niżegorodow                                                    | 3:45:57  | Igor Jerochin                                                     | 3:49:04  | Marco De Luca                                                  | 3:50:12  |
| Chód na 50 km (Drużynowo)          | Rosja · Dienis Niżegorodow · Igor Jerochin · Dienis Striełkow         | 15 pkt.  | Włochy · Marco De Luca · Jean-Jacques Nkouloukidi · Lorenzo Dessi | 19 pkt.  | Polska · Artur Brzozowski · Rafał Augustyn · Michał Stasiewicz | 20 pkt.  |

### Kobiety
| Konkurencja:                       | 1. miejsce                                                   | Rezultat | 2. miejsce                                                | Rezultat | 3. miejsce                                                   | Rezultat |
| Chód na 10 km juniorek             | Jelena Łaszmanowa                                            | 43:10 PB | Swietłana Wasiljewa                                       | 44:02    | Kate Veale                                                   | 46:32    |
| Chód na 10 km juniorek (Drużynowo) | Rosja · Jelena Łaszmanowa · Swietłana Wasiljewa              | 3 pkt.   | Włochy · Anna Clemente · Federica Curiazzi                | 9 pkt.   | Czechy · Anežka Drahotová · Eliska Drahotová                 | 19 pkt.  |
| Chód na 20 km                      | Wiera Sokołowa                                               | 1:30:01  | Anisia Kirdiapkina                                        | 1:30:40  | Elisa Rigaudo                                                | 1:30:54  |
| Chód na 20 km (Drużynowo)          | Rosja · Wiera Sokołowa · Anisia Kirdiapkina · Anna Łukjanowa | 14 pkt.  | Hiszpania · María Vasco · María José Poves · Julia Takács | 22 pkt.  | Ukraina · Olha Jakowenko · Nadija Borowska · Jelena Szumkina | 32 pkt.  |

## Klasyfikacja medalowa
| Miejsce | Kraj      | Złoto | Srebro | Brąz | Razem |
| 1.      | Rosja     | 8     | 4      | 1    | 13    |
| 2.      | Ukraina   | 2     | 0      | 1    | 3     |
| 3.      | Włochy    | 0     | 2      | 3    | 5     |
| 4.      | Hiszpania | 0     | 2      | 0    | 2     |
| 5.      | Niemcy    | 0     | 1      | 1    | 2     |
| 6.      | Słowacja  | 0     | 1      | 0    | 1     |
| 7.      | Polska    | 0     | 0      | 2    | 2     |
| 8.      | Czechy    | 0     | 0      | 1    | 1     |
| 8.      | Irlandia  | 0     | 0      | 1    | 1     |